# Ministère fédéral de l'Agriculture (Allemagne)
Pour les articles homonymes, voir Ministère fédéral de l'Agriculture.

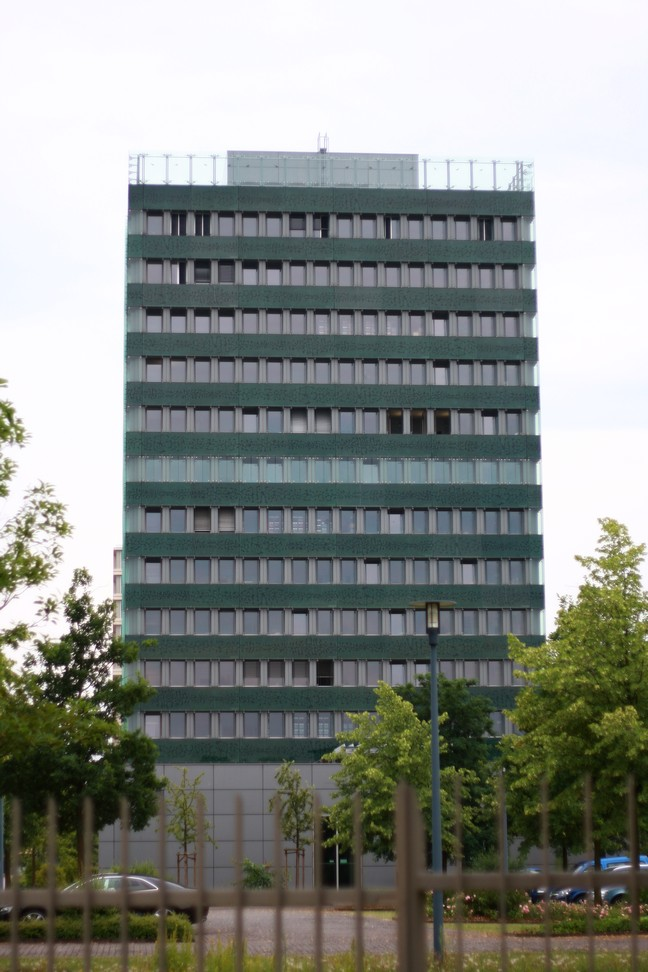
Les bureaux du ministère à Bonn.

Le ministère fédéral de l’Alimentation, de l’Agriculture et de la Patrie (Bundesministerium für Ernährung, Landwirtschaft und Heimat, BMLEH) est le ministère du Gouvernement fédéral allemand chargé de la politique agricole et de l’alimentation.
Il est dirigé depuis le 6 mai 2025 par Alois Rainer (CSU).

## Mission
Le ministère est chargé :
- de la sécurité et la bonne qualité des aliments et de la consommation ;
- de la régulation en matière agricole, forestière et halieutique ;
- de l’aménagement du territoire et de la préservation écologique et sociale des campagnes ;
- des questions concernant les animaux.

## Organisation
Le ministère est une administration fédérale suprême. En dehors des services transversaux, est organisé en six sections :
- section 1 : Section centrale ;
- section 2 : alimentation, Sécurité des produits, innovation;
- section 3 : Sécurité alimentaire, protection des animaux;
- section 4 : Espaces rurales, Marchés agricoles;
- section 5 : Économie biobasée, Agriculture et sylviculture durables
- section 6 : Relations avec l’Union européenne, relations internationales, pêche

Le ministre fédéral est assisté par deux secrétaires d’État parlementaires et un secrétaire d’État.
Le budget fédéral attribue au ministère 5,171 milliards d’euros pour 2007.
Le ministère a son siège principal à Bonn, au nº 1 de la Rochusstraße, et dispose d’un siège secondaire à Berlin, au nº 54 de la Wilhelmstraße.
Il exerce la tutelle d’un certain nombre d’organismes fédéraux :
- l’Agence fédérale biologique d'agriculture et de sylviculture (Biologische Bundesanstalt für Land- und Forstwirtschaft) ;
- l'Agence fédérale de recherche sur l’alimentation et les aliments (de) (Bundesforschungsanstalt für Ernährung und Lebensmittel) ;
- l’Agence fédérale de la recherche sur l'élevage des plantes de culture (Bundesanstalt für Züchtungsforschung an Kulturpflanzen) ;
- l’Agence fédérale de recherche sur la pêche (de) (Bundesforschungsanstalt für Fischerei) ;
- l’Agence fédérale de recherche sur l'économie du bois et la sylviculture (de) (Bundesforschungsanstalt für Forst- und Holzwirtschaft) ;
- l’Agence fédérale de recherche sur l'agriculture (Bundesforschungsanstalt für Landwirtschaft) ;
- l'Institut Friedrich Loeffler (Bundesforschungsinstitut für Tiergesundheit) ;
- l'Institut fédéral allemand d'évaluation des risques (Bundesinstitut für Risikobewertung) ;
- l’Office fédéral pour la protection du consommateur et la sécurité des aliments (de) (Bundesamt für Verbraucherschutz und Lebensmittelsicherheit) ;
- l’Agence fédérale de l'agriculture et de l'alimentation (de) (Bundesanstalt für Landwirtschaft und Ernährung, BLE).

## Histoire

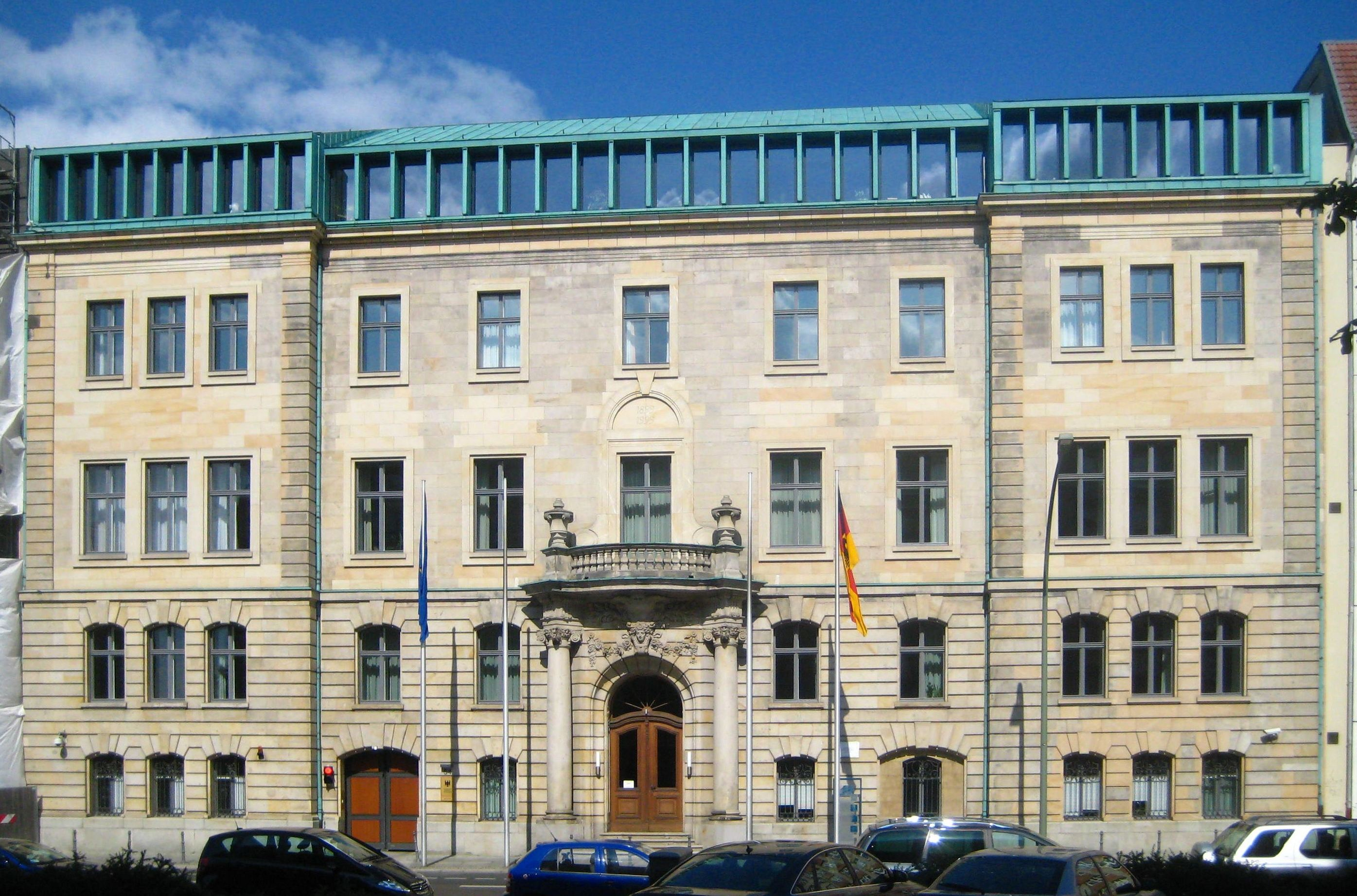
Siège à Berlin, depuis 2000 (ancien cabinet civil de l'empereur), Wilhelmstraße

Entre 1949 et 2001, l'appellation initiale était ministère fédéral de l'Alimentation, de l'Agriculture et des Forêts. Dans les premières années, la sécurité de l'approvisionnement des citoyens en denrées alimentaires en quantité suffisante jouait un rôle important. Cela a changé au fil du temps, de sorte qu'aujourd'hui, les préoccupations principales sont d'une part la sécurité et la santé des aliments ainsi que les conséquences écologiques de la production alimentaire, et d'autre part les intérêts économiques des agriculteurs.
En 2001, le ministère a été rebaptisé ministère fédéral de la protection des consommateurs, de l'alimentation et de l'agriculture. L'ajout de la protection des consommateurs à la place des forêts dans le nom est dû à Renate Künast et doit être considéré dans le contexte du scandale de l'ESB de l'époque. Le changement de nom ne représente pas seulement un élargissement des compétences. Elle est plutôt l'expression de changements sociaux qui se reflètent aussi bien ici que dans d'autres départements, au niveau ministériel. Ilse Aigner, par exemple, s'est sentie beaucoup plus responsable des questions de protection des données que ses prédécesseurs. Par décret organisationnel de la Chancellerie fédérale, le ministère fédéral de la protection des consommateurs, de l'alimentation et de l'agriculture a été transformé en ministère fédéral de l'alimentation, de l'agriculture et de la protection des consommateurs. L'ordre a été réglé par ordre alphabétique afin de représenter l'égalité entre les différents ministères.
Avec la formation du cabinet Merkel III, la compétence en matière de protection des consommateurs a été transférée en 2013 au ministère fédéral de la Justice et de la Protection des consommateurs. Toutefois, le Conseil d'experts pour les questions de consommation, créé le 7 novembre 2014 par ce ministère fédéral et composé de neuf membres, conseille également le département de l'alimentation du ministère fédéral de l'alimentation et de l'agriculture.
La réorganisation d'un ministère de la patrie en ministère de l'intérieur pourrait signifier des pertes pour le ministère fédéral de l'agriculture dans le domaine de la promotion des zones rurales.

## Liste des ministres chargés de l’agriculture depuis 1949
| Nom                                                                         | Nom                      | Dates du mandat | Dates du mandat | Parti  | Cabinet(s)                           |
| --------------------------------------------------------------------------- | ------------------------ | --------------- | --------------- | ------ | ------------------------------------ |
|                                                                             | Wilhelm Niklas           | 20/09/1949      | 20/10/1953      | CSU    | Adenauer I                           |
|                                                                             | Heinrich Lübke           | 20/10/1953      | 15/09/1959      | CDU    | Adenauer II et III                   |
|                                                                             | Werner Schwarz           | 14/10/1959      | 26/10/1965      | CDU    | Adenauer III, IV et V, Erhard I      |
|                                                                             | Hermann Höcherl          | 26/10/1965      | 21/10/1969      | CSU    | Erhard II, Kiesinger                 |
|                                                                             | Josef Ertl               | 22/10/1969      | 17/09/1982      | FDP    | Brandt I et II, Schmidt I, II et III |
|                                                                             | Björn Engholm (intérim)  | 17/09/1982      | 01/10/1982      | SPD    | Schmidt III                          |
|                                                                             | Josef Ertl               | 04/10/1982      | 29/03/1983      | FDP    | Kohl I                               |
|                                                                             | Ignaz Kiechle            | 30/03/1983      | 21/01/1993      | CSU    | Kohl II, III et Kohl IV              |
|                                                                             | Jochen Borchert          | 21/01/1993      | 26/10/1998      | CDU    | Kohl IV et V                         |
|                                                                             | Karl-Heinz Funke         | 27/10/1998      | 12/01/2001      | SPD    | Schröder I                           |
|                                                                             | Renate Künast            | 12/01/2001      | 04/10/2005      | Grünen | Schröder II                          |
|                                                                             | Jürgen Trittin (intérim) | 04/10/2005      | 18/10/2005      | Grünen | Schröder II                          |
|                                                                             | Horst Seehofer           | 22/11/2005      | 27/10/2008      | CSU    | Merkel I                             |
|                                                                             | Ilse Aigner              | 31/10/2008      | 30/09/2013      | CSU    | Merkel I et II                       |
|                                                                             | Hans-Peter Friedrich     | 30/09/2013      | 14/02/2014      | CSU    | Merkel II et III                     |
|                                                                             | Christian Schmidt        | 17/02/2014      | 14/03/2018      | CSU    | Merkel III                           |
|                                                                             | Julia Klöckner           | 14/03/2018      | 8/12/2021       | CDU    | Merkel IV                            |
|                                                                             | Cem Özdemir              | 8/12/2021       | 06/05/2025      | Grünen | Scholz                               |
|                                                                             | Alois Rainer             | 06/05/2025      | En fonction     | CSU    | Merz                                 |
| Titre du portefeuille : - depuis 2025 : Alimentation, Agriculture et Patrie |                          |                 |                 |        |                                      |